# Rivière de l'Ouest
Rivière de l'Ouest är ett vattendrag i Kanada.   Det ligger i provinsen Québec, i den sydöstra delen av landet, 110 km öster om huvudstaden Ottawa.
I omgivningarna runt Rivière de l'Ouest växer i huvudsak blandskog. Runt Rivière de l'Ouest är det ganska tätbefolkat, med 67 invånare per kvadratkilometer.